# Knipolegus heterogyna
A Knipolegus heterogyna a madarak (Aves) osztályának a verébalakúak (Passeriformes) rendjébe és a királygébicsfélék (Tyrannidae) családjába tartozó faj.

## Rendszerezése
A fajt Hans von Berlepsch német ornitológus írta le 1882-ben, a Knipolegus aterrimus alfajaként Knipolegus aterrimus heterogyna néven. Egyes szervezetek jelenleg is ide sorolják.

## Előfordulása
Az Andokban, Peru területén honos. Természetes élőhelyei a mérsékelt övi erdők és cserjések, szubtrópusi és trópusi síkvidéki és hegyi esőerdők, valamint cserjések és másodlagos erdők. Állandó, nem vonuló faj.

## Természetvédelmi helyzete
Az elterjedési területe nem nagy, egyedszáma viszont stabil. A Természetvédelmi Világszövetség Vörös listáján nem fenyegetett fajként szerepel.